# Make Her Say
Singles de Kid Cudi
Welcome to the World
(2009) Pursuit of Happiness
(2010)
Singles par Kanye West
Maybach Music 2
(2009) Run This Town
(2009)
Singles par Common
Announcement
(2008) Ghetto Dreams
(2011)
Make Her Say (initialement I Poke Her Face) est une chanson par l'artiste de hip-hop américain Kid Cudi, sorti en tant que second single issu de son album Man on the Moon: The End of Day. Le single a été publié numériquement sur iTunes le 9 juin 2009. La chanson s'intitulait à l'origine I Poke Her Face mais le titre a été modifié pour le rendre plus acceptable lors de son passage en radio. Elle est en featuring avec Kanye West, qui a également produit la piste, et Common. Les scratches entendues dans la chanson sont exécutes par le DJ A-Trak. La chanson contient un sample vocal de la version acoustique de Poker Face issu de l'album The Cherrytree Sessions EP par Lady Gaga, West étant un fan de cette dernière. Gaga a exprimé que l'idée d'utiliser sa voix de la piste en est un excellente, West en a déclaré « j'étais tellement excité à l'idée d'enregistrer la chanson, et notamment sur son sujet principal. » Incidemment, quelques semaines plus tard, ces deux artistes ont révélé un projet d'une tournée collaborative, cependant, celle-ci fut annulée. La chanson reçu une nomination, le Grammy Award pour la Meilleure Performance Rap Par Un Duo Ou Un Groupe lors de la 52e cérémonie des Grammy Awards. Une phrase du couplet de Common a été réutilisée dans la chanson de Jamie Foxx & T-Pain, Blame It : « She wanna' blame it on the al-al-al-al-alcohol ».

## Clip vidéo
Le clip de Make Her Say a été dirigé par Nez Khammal et est sorti le 20 juillet 2009. La vidéo porte une esthétique minimale, avec des scènes se déroulant dans le vide, dans des grands espaces.
Bien que Kid Cudi, Kanye West, et Common apparaissent tous dans la vidéo, ils n'avaient jamais auparavant assistés à un tournage ensemble. Le clip utilise l'effet de l'écran divisé pour créer l'illusion que les trois artistes ont tous été filmés dans le même endroit. En réalité, ils avaient tournés leurs propres scènes individuellement sur les deux côtes opposées des États-Unis; Common et Kid Cudi l'on filmés à New York tandis que Kanye l'a filmé à Los Angeles. Le groupe avait à l'origine voulu inclure Lady Gaga dans la vidéo, mais elle se trouvait trop occupée pour faire une apparence.
La vidéo de Make Her Say est aussi le premier clip utilisant du matériel de DJ Hero par Activision.

## Performances en direct
Kid Cudi interpréta la chanson en solo en 2009 lors du festival de musique Bamboozle. Kid Cudi interpréta la chanson également le 13 juin 2009 à Chicago lors du The B96 Pepsi Summer Bash et à Londres au O2 Wireless Festival 2009. Il interpréta aussi et uniquement son couplet de la chanson lors du Lollapalooza 2009 à Chicago, IL. Il interpréta aussi la chanson avec Lady Gaga lors de son Monster Ball tour à Toronto, Ontario, Canada.

## Listes des pistes
Man on the Moon CD: The End of Day
1. Make Her Say - 3:36

Digital single
1. Make Her Say – 3:57

Promotional CD single
1. Make Her Say (Clean) – 3:58
2. Make Her Say (Dirty) – 3:58
3. Make Her Say (Instrumental) – 3:57

U.S. CD single
1. Make Her Say – 3:59
2. Day 'N' Night – 3:42
3. Day 'N' Night (Crookers Remix) – 4:41

### Autres Remixes
- Make Her Say (Afrojack Remix) - 4:20

## Performance dans les classements
(juillet 2022).
Le contenu est difficilement compréhensible vu les erreurs de traduction, qui sont peut-être dues à l'utilisation d'un logiciel de traduction automatique.
In the United States, "Make Her Say" debuted at number fifty-one on the Billboard Hot 100 on June 18, 2009. That same week, it also entered the Canadian Hot 100 at number seventy-eight. The song entered the Bubbling Under R&B/Hip-Hop Singles chart at number six for the issue date of July 4. The following week, it appeared on the Hot R&B/Hip-Hop Songs chart at number seventy-three.

### Classements
| Chart (2009)                         | Meilleure position |
| ------------------------------------ | ------------------ |
| Australian Urban Singles Chart       | 27                 |
| Belgium Singles Chart (Flandre)      | 18                 |
| Canadian Hot 100                     | 78                 |
| German Singles Chart                 | 85                 |
| New Zealand Singles Chart            | 35                 |
| UK Singles Chart                     | 67                 |
| UK R&B Chart                         | 24                 |
| U.S. Billboard Hot 100               | 43                 |
| U.S. Billboard Hot R&B/Hip-Hop Songs | 39                 |
| U.S. Billboard Hot Rap Tracks        | 11                 |